# Duodenocefalopancreasectomia
La duodenocefalopancreasectomia è un intervento chirurgico che consiste nell'asportare la testa del pancreas, il duodeno, la colecisti e, spesso ma non sempre, 8 cm di stomaco. Può essere chiamata anche procedura di Whipple (in inglese Whipple's Procedure). Viene considerata la più complessa procedura di chirurgia generale.

## Indicazioni
Si procede a questa complessa operazione quando questi organi sono parzialmente o completamente colpiti da tumore o linfoma. Un'altra motivazione per l'esecuzione dell'intervento può essere la necrosi massiccia della zona a seguito di un infarto a carico dell'arteria pancreatico-duodenale superiore o inferiore.

### Carcinoma pancreatico
Il carcinoma pancreatico è una delle principali indicazioni a tale procedura. Purtroppo la sintomatologia inizia a essere presente quando ormai è troppo tardi per un intervento e soltanto il 15-20% dei pazienti è eleggibile alla procedura. Spesso tale operazione viene effettuata in concomitanza o seguita da una chemioterapia adiuvante, per ridurre il rischio di recidiva post-operatoria. Il decesso post-operatorio è sceso molto dal 20-30% negli anni '80 fino al 5% degli anni 2000.

### Colangiocarcinoma
Il colangiocarcinoma, o il tumore del dotto biliare, è la seconda indicazione per l'intervento. Spesso nei pazienti colpiti da tumore del dotto biliare l'intervento è meno demolitivo per la porzione di pancreas, ma può richiedere un'epatectomia parziale.

### Pancreatite croniche
Questo procedimento non è considerato il gold standard per le pancreatiti croniche, poiché viene preferito effettuare un controllo del dolore e casomai solamente una pancreatectomia parziale, per limitare la porzione demolitiva.

### Trauma
Per danni al pancreas e al duodeno, a seguito di traumi addominali che causano necrosi o emorragie della zona, viene eseguita tale operazione. La casistica è molto rara e spesso riguarda incidenti stradali che coinvolgono motociclisti.

## Controindicazioni
Tale procedura, come tutte le procedure di chirurgia oncologica, è sconsigliata in presenza di metastasi a distanza, sia in organi addominali sia in altri organi. Altre controindicazioni possono essere la compromissione dei vasi addominali o patologie cardio-respiratorie gravi pregresse.

## Procedimento

### Preparazione
L'intervento chirurgico dura dalle 6 alle 8 ore. Richiede un'anestesia generale, e il supporto respiratorio per il paziente. Il chirurgo esegue un'incisione addominale mediana, esegue un'iniziale esplorazione addominale accertandosi dell'assenza di metastasi a distanza. Quindi verificata l'assenza di metastasi inizia la rimozione chirurgica.

### Demolizione
Per primo viene sezionata la colecisti, il coledoco e il dotto cistico dal dotto epatico. Segue la separazione del duodeno dallo stomaco, se quest'ultimo non deve essere rimosso, a livello dello sfintere pilorico; se parte dello stomaco deve essere rimossa l'incisione avviene a livello dell'antro pilorico. Successivamente viene sezionata la testa del pancreas dalla coda e dal corpo, questo punto è ad alto rischio poiché l'incisione avviene solitamente a livello dell'arteria mesenterica superiore e della vena mesenterica superiore, le quali si trovano anteriormente al pancreas. Nel caso di aggressione dei vasi anche questi vengono rimossi. Segue la rimozione del duodeno dal digiuno, il taglio avviene dopo la flessura duodeno digiunale.

### Ricostruzione
Inizia la fase di ricostruzione, per primo viene chiuso il digiuno a livello del taglio. Il chirurgo esegue un'anastomosi fra il pancreas rimanente e il digiuno, e fra il dotto epatico e il digiuno. Infine viene anastomizzato lo stomaco con il digiuno, in una porzione a valle delle due precedenti per permettere una migliore digestione.
Il procedimento può essere effettuato anche in laparoscopia.

## Post-operatorio
Il paziente deve essere monitorato in una terapia intensiva fino al suo risveglio, e solitamente viene inserito un catetere addominale per il drenaggio dei liquidi formatisi. Per il primo periodo della durata minima di una settimana il paziente deve essere alimentato parenteralmente, segue un graduale ritorno alla normalità prima con l'alimentazione naso-gastrica e poi con la normale alimentazione. Spesso i pazienti nel primo periodo vanno incontro a difficoltà nella peristalsi e della defecazione, solitamente viene controllata incoraggiando un'attività motoria modica.